# 多屋駅
多屋駅（たやえき）は、愛知県常滑市多屋町にある名鉄常滑線の駅である。駅番号はTA21。普通列車のみ停車。
当駅と常滑駅との駅間距離は700mであり、これは常滑線では一番短い。

## 歴史
- 1913年（大正2年）3月29日 - 愛知電気鉄道が大野町駅 - 常滑駅間開通と同時に開業。
- 1935年（昭和10年）8月1日 - 名岐鉄道への合併により名古屋鉄道が発足したため、同社の駅となる。
- 1944年（昭和19年） - 休止[2]。
- 1949年（昭和24年）10月1日 - 復活[2]。
- 1971年（昭和46年）度 - 貨物営業廃止[3]。
- 1972年（昭和47年）10月1日 - 無人化[2]。
- 2002年（平成14年）1月26日 - 駅高架化による工事のため休止（榎戸駅～常滑駅間でバス代行運転）[4]。
- 2003年（平成15年）10月4日 - 駅高架化完了により復活。ホームを4両分から6両分に延伸[4]。
- 2011年（平成23年）2月11日 - ICカード乗車券「manaca」供用開始。
- 2012年（平成24年）2月29日 - トランパス供用終了。

## 駅構造
相対式ホーム2面2線を有する高架駅。無人駅で、駅集中管理システム（管理駅は常滑駅）が導入されている。ホームは6両分で、上屋は2両分ある。多目的トイレ、エレベーターが設置されている。
| 番線 | 路線      | 方向 | 行先                         |
| ---- | --------- | ---- | ---------------------------- |
| 1    | TA 常滑線 | 下り | 中部国際空港方面             |
| 2    | TA 常滑線 | 上り | 太田川・金山・名鉄名古屋方面 |

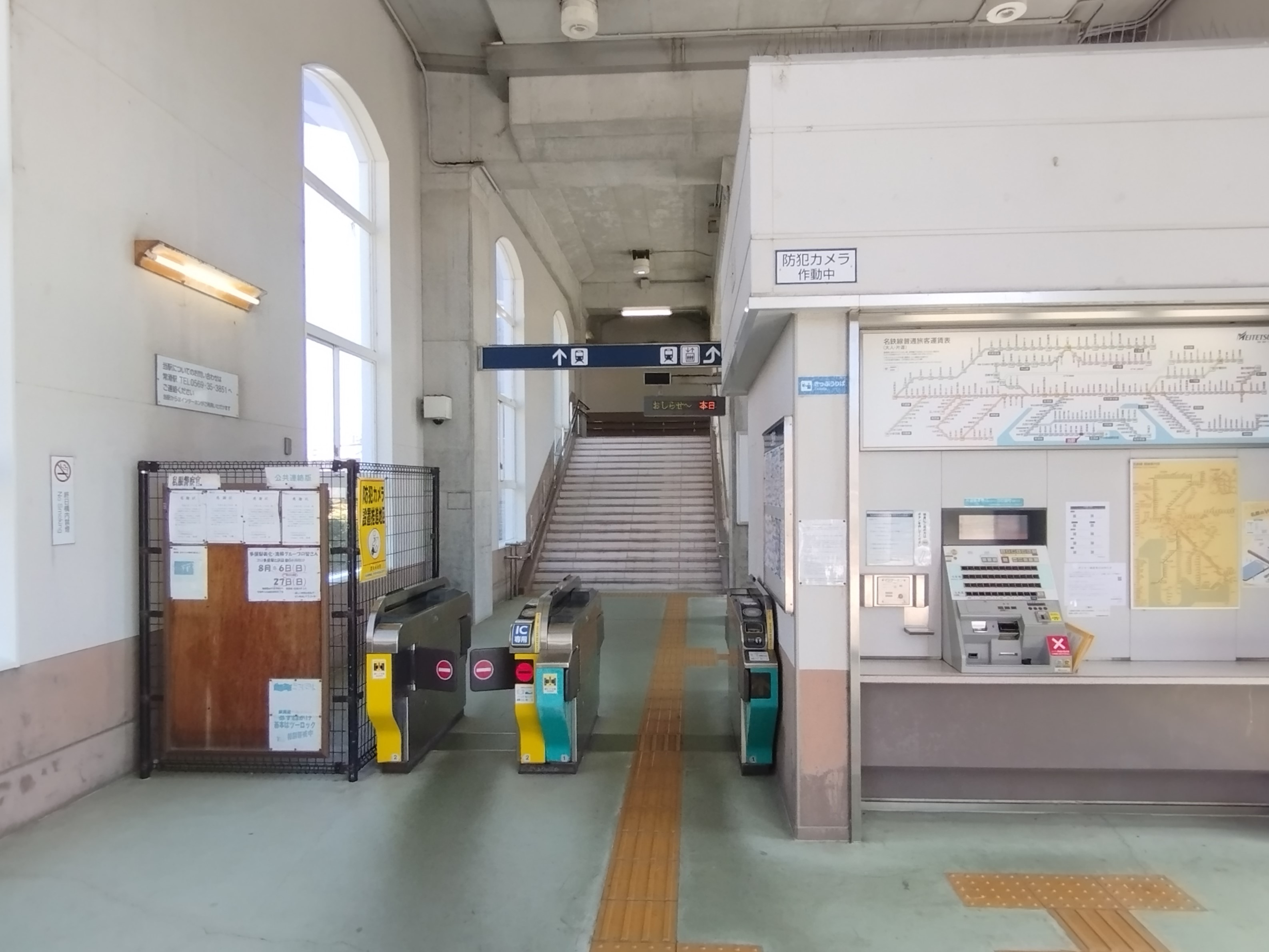
改札口
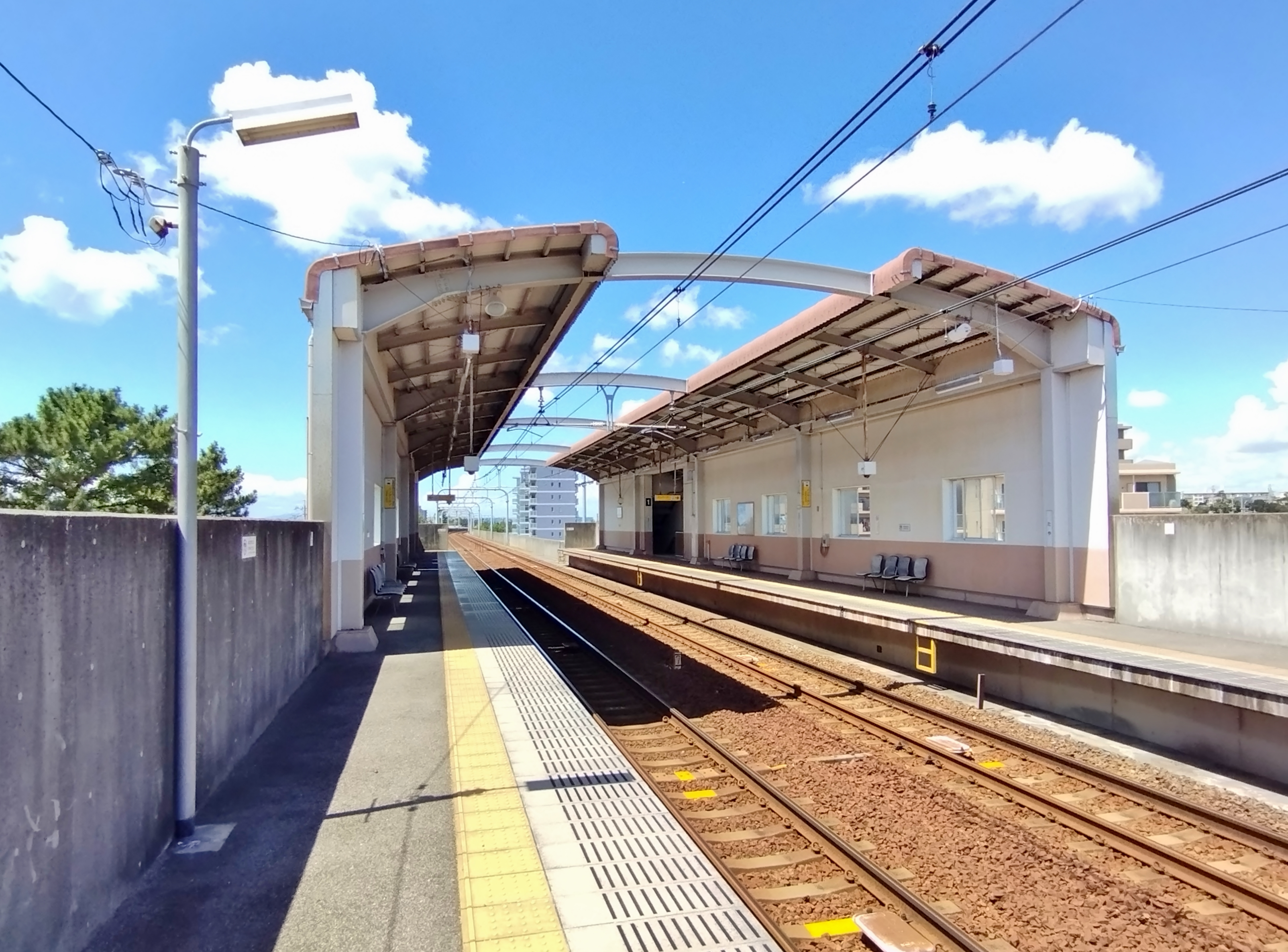
ホーム南側より
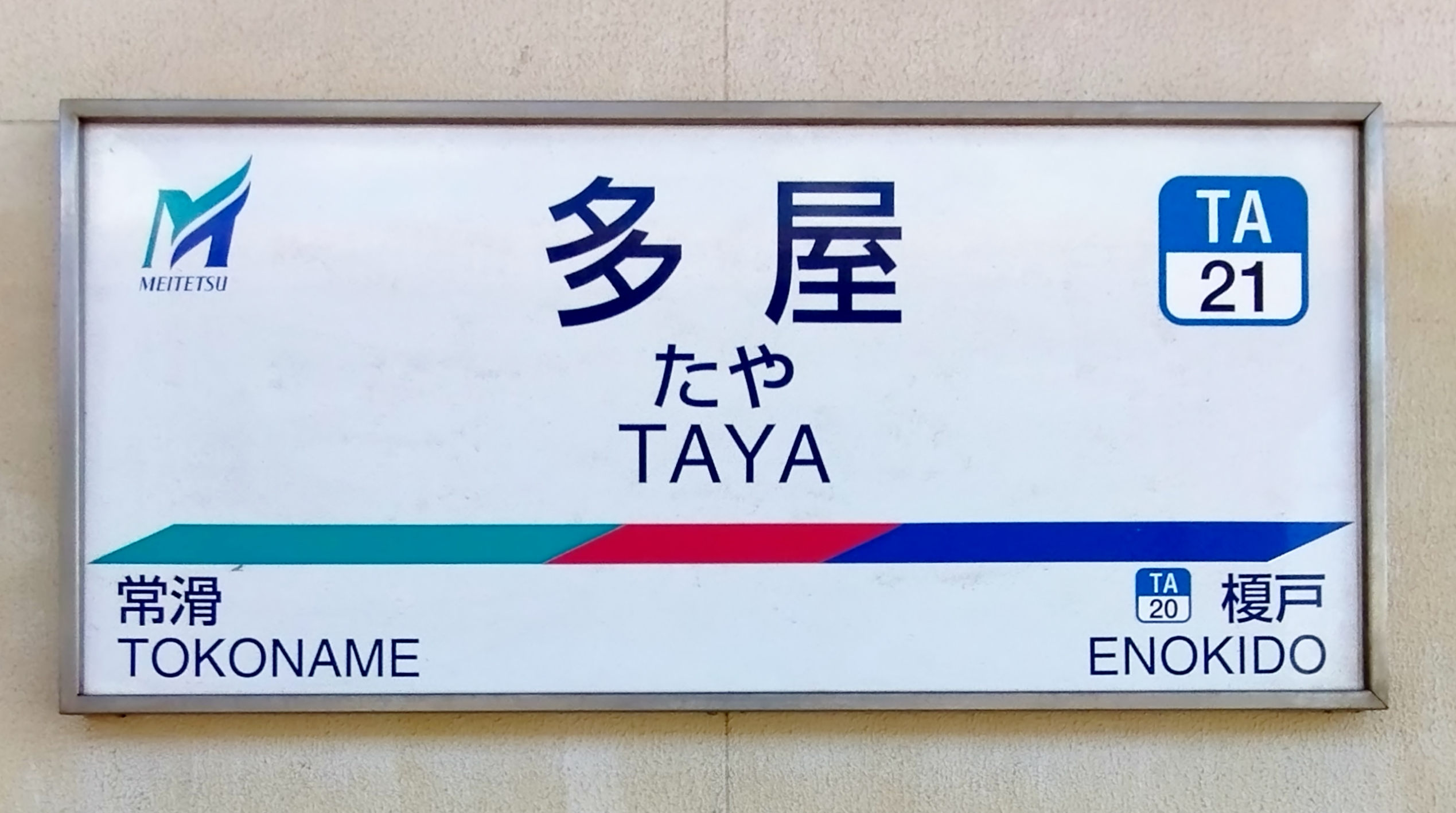
駅名標

### 配線図
| ← 太田川・ 名古屋方面 | 多屋駅 構内配線略図 | → 常滑・ 中部国際空港方面 |
| 凡例 出典:            |                     |                           |

過去の配線
| ← 太田川・ 新名古屋方面               | 多屋駅・常滑駅 構内配線略図（1957年） |  |
| 凡例 出典:停車場配線略図 昭和32年調査 |                                       |  |

単線・貨物営業時代の多屋駅は旅客ホームこそ1面1線の駅だったが、多くの貨物側線を備えていた。往時は多屋・常滑間0.7 km間に不定期貨物列車が1日6往復設定されるなど、常滑駅の貨物輸送の補完的役割を当駅が担っていた。
| ← 太田川・ 新名古屋方面 | 多屋駅・常滑駅 構内配線略図（1993年） |  |
| 凡例 出典:              |                                       |  |

複線化と貨物営業の終了によって配線が整理されると、相対式2面2線の単純な駅となった。ただし、その配置は一般的な対向式ではなく、中央の踏切を挟んで両側にホームが広がる構造になっていた。

## 利用状況
- 『名鉄120年：近20年のあゆみ』によると2013年度当時の1日平均乗降人員は1,057人であり、この値は名鉄全駅（275駅）中219位、常滑線・空港線・築港線（26駅）中21位であった[11]。
- 『名古屋鉄道百年史』によると1992年度当時の1日平均乗降人員は138人であり、この値は岐阜市内線均一運賃区間内各駅（岐阜市内線・田神線・美濃町線徹明町駅 - 琴塚駅間）を除く名鉄全駅（342駅）中327位、常滑線・築港線（24駅）中24位であった[12]。
- 「とこなめの統計」によると2014年度の1日平均乗降人員は1,219人である。2004年度までは常滑線・空港線で最も乗降人員が少ない駅であったが、2008年度まで乗降人員が急増し、2005年度から2014年度は急行停車駅のりんくう常滑駅よりも乗降人員が多かった。近年の1日平均乗降人員は下表のとおりである。

| 年度               | 1日平均乗降人員 | 1日平均乗降人員 | 1日平均乗降人員 |
| 年度               | 定期            | 定期外          | 合計            |
| ------------------ | --------------- | --------------- | --------------- |
| 2003年（平成15年） |                 |                 | 163             |
| 2004年（平成16年） | 108             | 113             | 221             |
| 2005年（平成17年） | 418             | 158             | 576             |
| 2006年（平成18年） | 404             | 152             | 556             |
| 2007年（平成19年） | 672             | 201             | 873             |
| 2008年（平成20年） | 742             | 218             | 960             |
| 2009年（平成21年） | 694             | 195             | 889             |
| 2010年（平成22年） | 660             | 200             | 860             |
| 2011年（平成23年） | 632             | 200             | 832             |
| 2012年（平成24年） | 738             | 230             | 968             |
| 2013年（平成25年） | 816             | 241             | 1,057           |
| 2014年（平成26年） | 808             | 241             | 1,049           |
| 2015年（平成27年） | 900             | 263             | 1,163           |
| 2016年（平成28年） | 940             | 279             | 1,219           |

## 駅周辺
- トコトー
- INAX建築技術専門校（認定職業訓練による職業能力開発校）

## 隣の駅
名古屋鉄道
TA 常滑線
□ミュースカイ・■特急・□快速急行・■急行・■準急
通過
■普通
榎戸駅 (TA20) - 多屋駅 (TA21) - 常滑駅 (TA22)